# Reinhard Zecher
Reinhard Zecher (* 2. September 1948 in Wiesbaden) ist ein deutscher Philosoph.

## Leben
Er studierte Chemie in Mainz. Nach der Promotion 1980 zum Dr. rer. nat. in Biochemie führte er biochemische und immunologische Grundlagenforschungen an den Universitäten Mainz und Konstanz durch. Er studierte Philosophie, alte, mittlere und neuere Geschichte in Mainz. Nach der Promotion zum Dr. phil. 1992 und Habilitation 1997 ebenda in Philosophie lehrte er dort als Privatdozent und seit 2005 als außerplanmäßiger Professor an der Universität Mainz. Er unterrichtete Chemie und Philosophie am St.-Theresien-Gymnasium Schönenberg in Ruppichteroth.

## Schriften (Auswahl)
- Isolierung, Identifizierung und Charakterisierung einer Phosphoglycolat-Phosphatase des Humanerythrocyten. 1980, OCLC 257237585.
- Wahrer Mensch und heile Welt. Untersuchungen zur Bestimmung des Menschen und zum Heilsbegriff bei Ludwig Feuerbach. Metzler, Stuttgart 1993, ISBN 3-476-45031-7 (als E-Buch 2016, ISBN 978-3-476-04189-0).
- Die Sprache der Sprache. Untersuchungen zur Klärung des Informations- und Sprachbegriffs. Würzburg 1999, ISBN 3-8260-1515-0.
- Das Ziel der Einheit. Verwirklichung einer Idee oder Ergebnis eines Selbstorganisationsprozesses? Schellings spekulative „Naturphilosophie“ und die Evolutionstheorie: Gesprächspartner in der Frage nach einer Rückbesinnung auf die Naturphilosophie? Frankfurt am Main 2000, ISBN 3-631-33352-8.